# Jessica Jones (série télévisée)
Pour les articles homonymes, voir Jessica Jones (homonymie) et Jones.
WHIH Newsfront Luke Cage
Marvel's A.K.A. Jessica Jones, ou simplement Jessica Jones, est une série télévisée américaine en 39 épisodes de 50–56 minutes, créée par Melissa Rosenberg. Elle a été diffusée du 20 novembre 2015 au 14 juin 2019 sur le service de vidéo à la demande Netflix. En France, elle est diffusée depuis le 22 février 2019 sur TF1 Séries Films.
Elle est inspirée du personnage éponyme de Marvel Comics, interprétée par Krysten Ritter. La série est produite par Marvel Television, en lien avec ABC Studios et Tall Girls Productions.
Elle fait partie, avec Daredevil, Luke Cage et Iron Fist, des quatre séries de l'univers cinématographique Marvel réunies en 2017 dans la mini-série The Defenders, toujours sur Netflix. En 2022, l'annonce d'un soft reboot de Daredevil confirme sa place dans l'univers cinématographique Marvel.
La série est diffusée depuis le 20 novembre 2015 dans tous les pays francophones disposant d'un service Netflix,,. En décembre 2015, elle est la série la plus regardée sur Netflix, réunissant près de 4,8 millions de téléspectateurs.
En France, Jessica Jones est supprimée de la plateforme Netflix le 28 février 2022, après l’acquisition des droits de la série par Disney. La série sera de nouveau disponible au streaming légal sur la plateforme Disney+ à partir du 29 juin 2022.

## Synopsis
Jessica Jones, souffrant de stress post-traumatique à la suite d'une confrontation avec Kilgrave, a remis au placard ses envies d'être une super-héroïne, afin d'ouvrir une agence de détective située dans le quartier d'East Village. Malgré le soutien de Trish Walker, sa sœur adoptive, elle ne parvient pas totalement à tourner la page. Lors d'une nouvelle enquête, ses anciens démons vont ressurgir.

## Fiche technique
Sauf indication contraire, les informations mentionnées dans cette section peuvent être confirmées par la base de données cinématographiques IMDb,  présente dans la section « Liens externes ».
- Titre original : Marvel's Jessica Jones ou Jessica Jones
- Titre français : Jessica Jones
- Création : Melissa Rosenberg[6] d'après les personnages créés par Brian Michael Bendis et Michael Gaydos
- Show runner : Melissa Rosenberg
- Réalisation : S.J. Jackson, David Petrarca, Stephen Surjik, Uta Briesewitz, Billy Gierhart, Simon Cellan Jones, Rosemary Rodriguez, John Dahl, Michael Rymer
- Scénario : Michael Brian Bendis, Michael Gaydos, Melissa Rosenberg, Jenna Reback, Liz Friedman, Jamie King, Scott Reynolds, Micah Schraft, Hilly Hicks Jr, Dana Baratta, Edward Ricourt
- Direction artistique : Toni Barton, James C. Feng
- Décors : Loren Weeks
- Costumes : Stephanie Maslansky
- Son : Jordan Wilby
- Photographie : Manuel Billeter
- Montage : Jonathan Chibnall, Tirsa Hackshaw, Michael N. Knue
- Musique : Sean Callery
- Casting : Kerry Barden, Paul Schnee
- Production : Tim Iacofano
- Producteurs délégués : Kevin Feige, Liz Friedman, Stan Lee, Jeph Loeb, Joe Quesada, Melissa Rosenberg, Dana Baratta
- Sociétés de production : ABC Studios, Marvel Television, Netflix, Tall Girls Productions
- Sociétés de distribution : Netflix
- Société d'effets spéciaux : Shade VFX
- Pays d'origine :  États-Unis
- Langue : Anglais
- Format : Couleurs - 1,78:1 - son Dolby Digital
- Genre : Action, drame, policier, science-fiction, super-héros, thriller psychologique
- Durée : 39 x 50–54 minutes
- Version française :
  - Société de doublage : Deluxe Media Paris[7],[8]
  - Direction artistique : Nathalie Raimbault[7]
  - Adaptation des dialogues : Marc Saez[7]

 Source et légende : version française (VF) sur RS Doublage et Doublage Séries Database

## Distribution

### Acteurs principaux
- Krysten Ritter (VF : Victoria Grosbois) : Jessica Jones[9],[10]

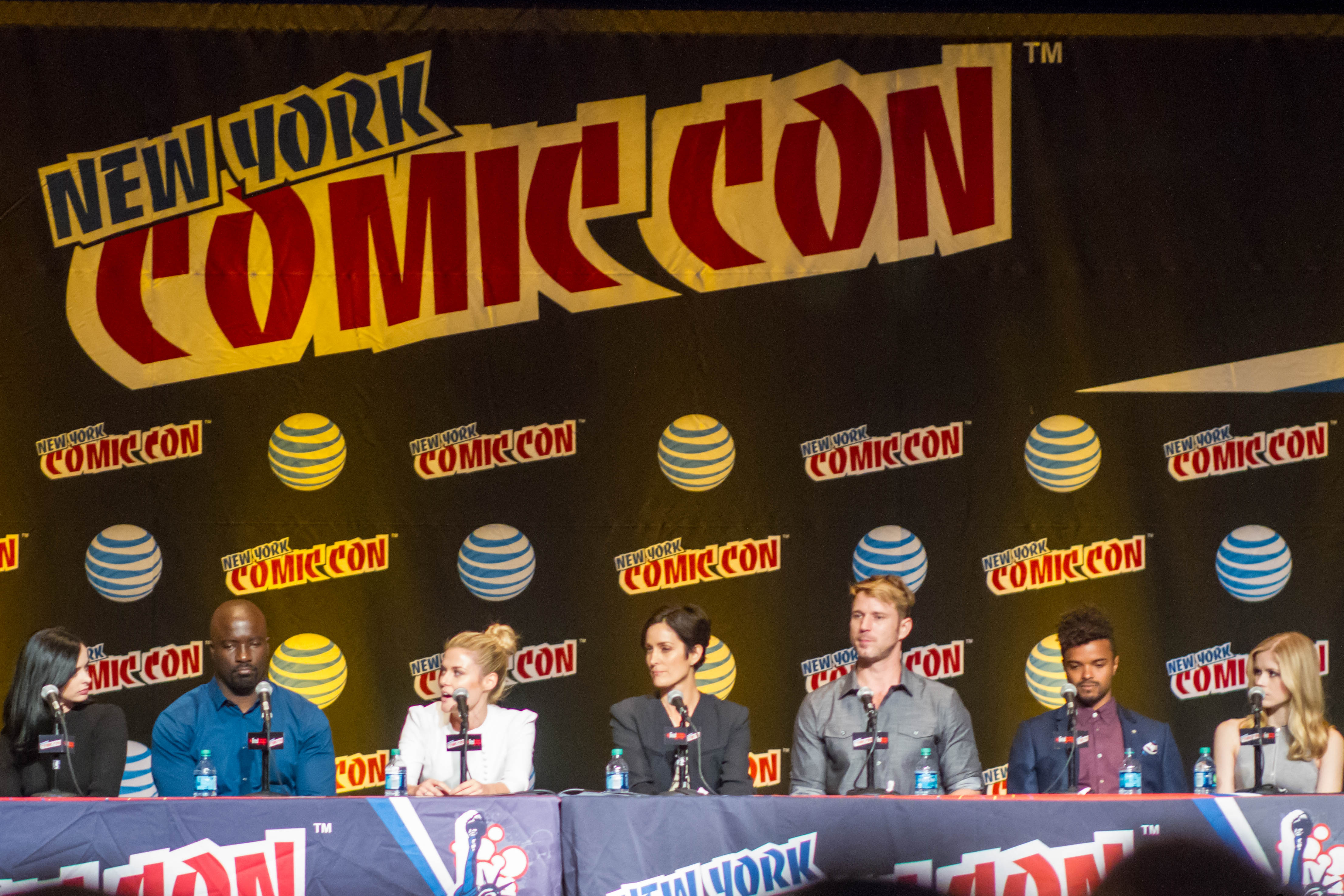
Les acteurs Krysten Ritter, Mike Colter, Rachael Taylor, Carrie-Anne Moss, Wil Traval, Eka Darville et Erin Moriarty, au New York Comic Con 2015.

- Rachael Taylor (VF : Hélène Bizot) : Patricia « Trish » Walker[11]
- Eka Darville (VF : John Kokou) : Malcolm Ducasse (en)[12]
- Carrie-Anne Moss (VF : Danièle Douet) : Jeri Hogarth
- David Tennant (VF : Sébastien Desjours) : Kevin Thompson / Kilgrave[13] (principal saison 1, invité saison 2 et 3)
- Wil Traval (VF : Valentin Merlet) : Will Simpson[12] (saison 1, invité saison 2)
- Mike Colter (VF : Daniel Lobé) : Luke Cage[14] (saison 1, invité saison 3)
- Erin Moriarty (VF : Célia Asensio) : Hope Schlottman[12] (saison 1)
- J. R. Ramirez (VF : Xavier Fagnon) : Oscar Arocho (saison 2, invité saison 3)
- Janet McTeer (VF : Isabelle Leprince) : Alisa Jones (en) (saison 2)
- Leah Gibson (en) (VF : Sylvie Jacob) : Inez Green (saison 2)
- Terry Chen (VF : Jérémy Bardeau) : Pryce Cheng (saison 2)
- Benjamin Walker : Erik Gelden (en) (saison 3)
- Sarita Choudhury : Kith Lyonne (saison 3)
- Jeremy Bobb : Gregory Salinger (en) (saison 3)
- Tiffany Mack (VF : Corinne Wellong) : Zaya (saison 3)

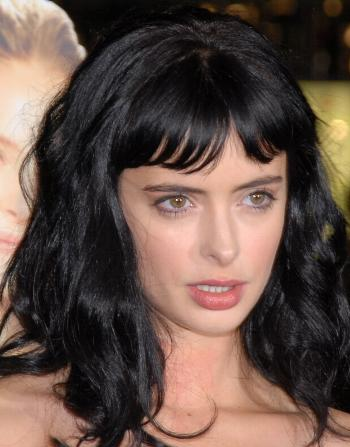
Krysten Ritter interprète Jessica Jones
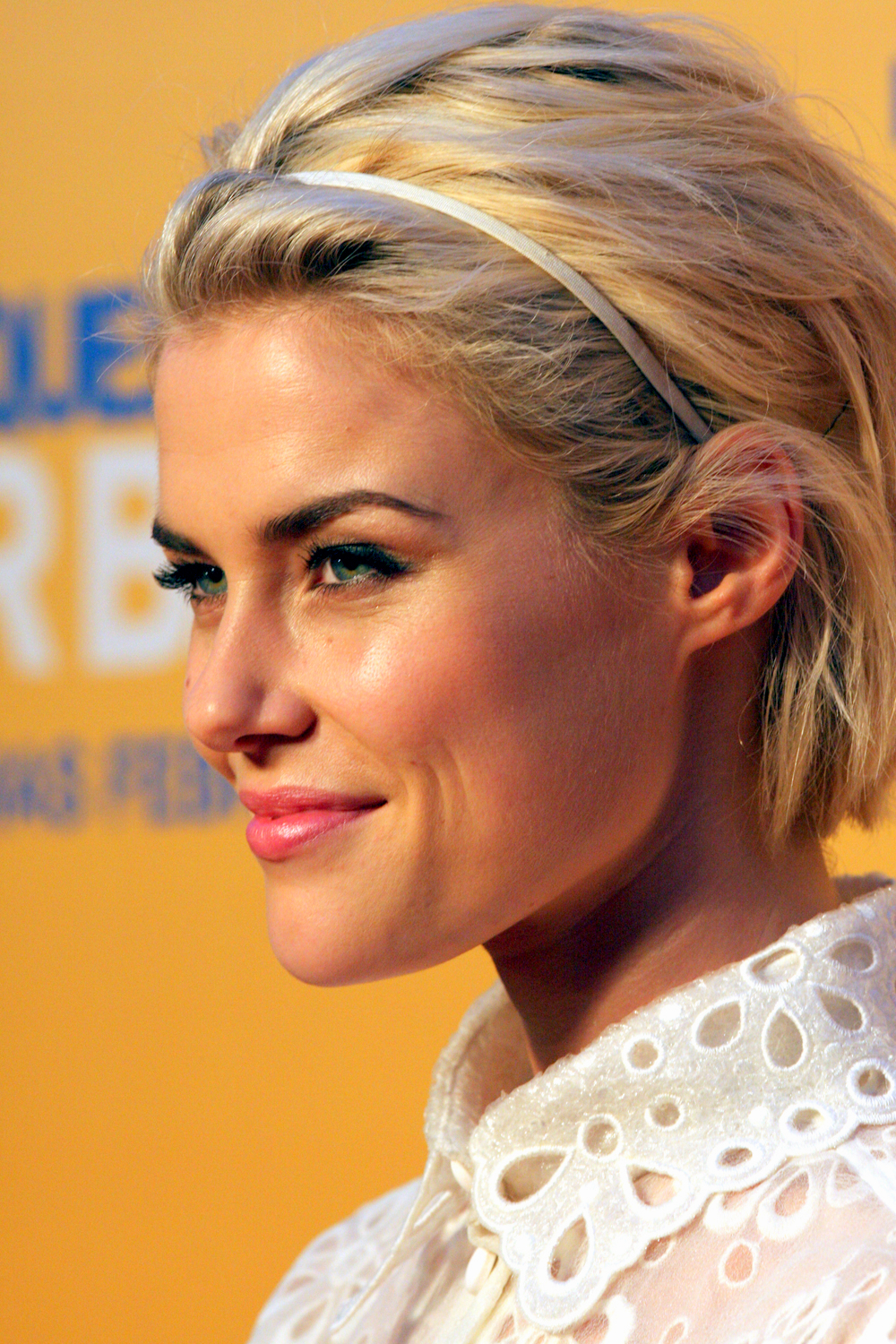
Rachael Taylor interprète Trish Walker
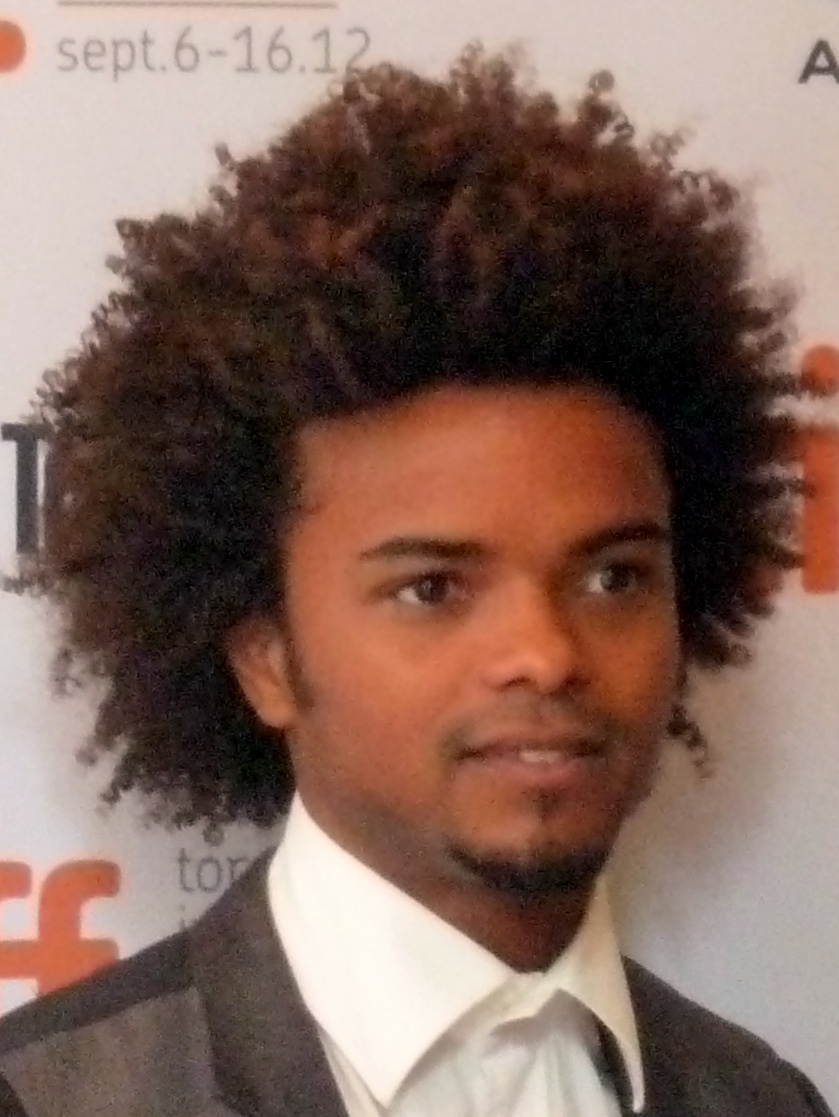
Eka Darville interprète Malcolm Ducasse
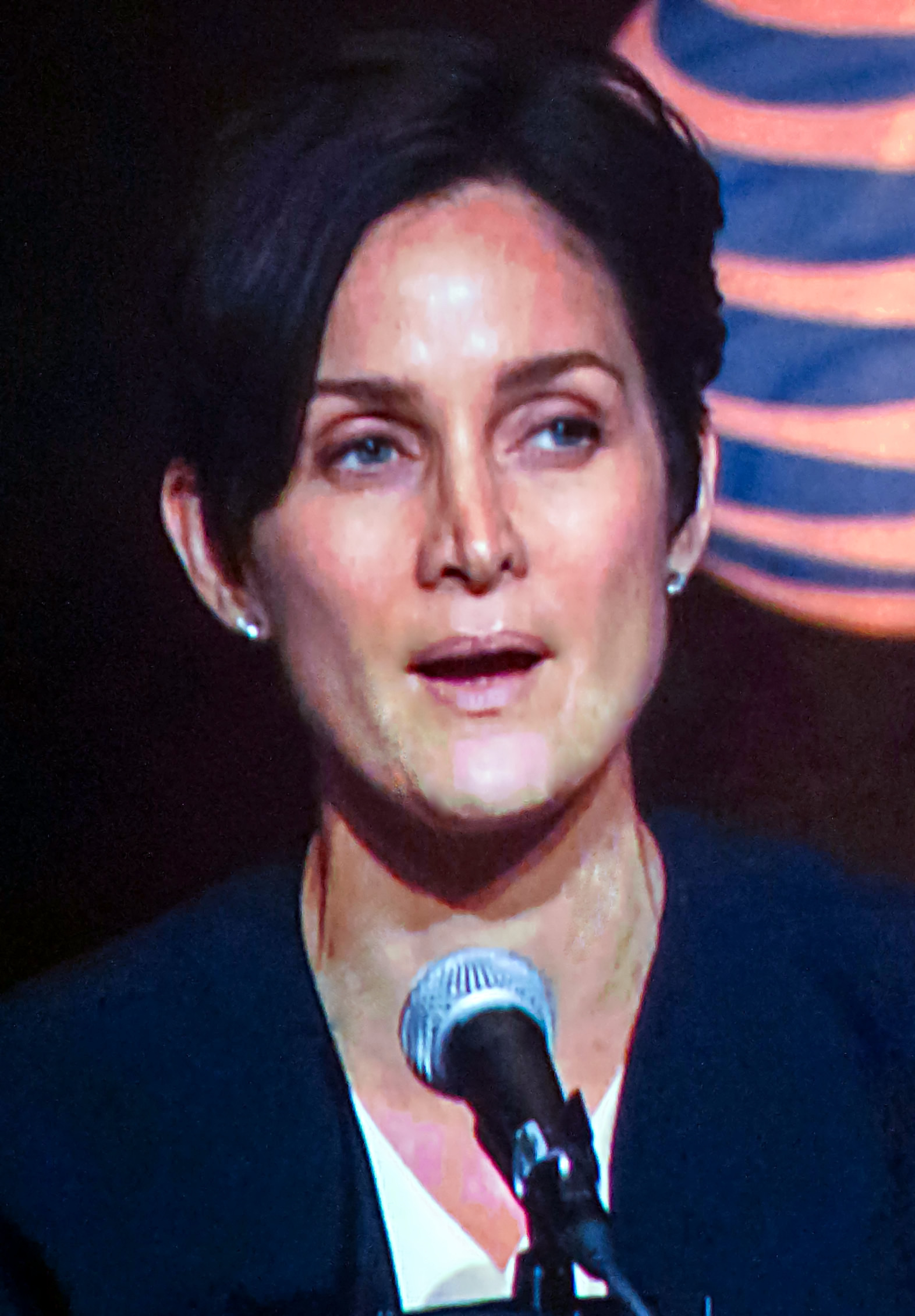
Carrie-Anne Moss interprète Jeri Hogarth
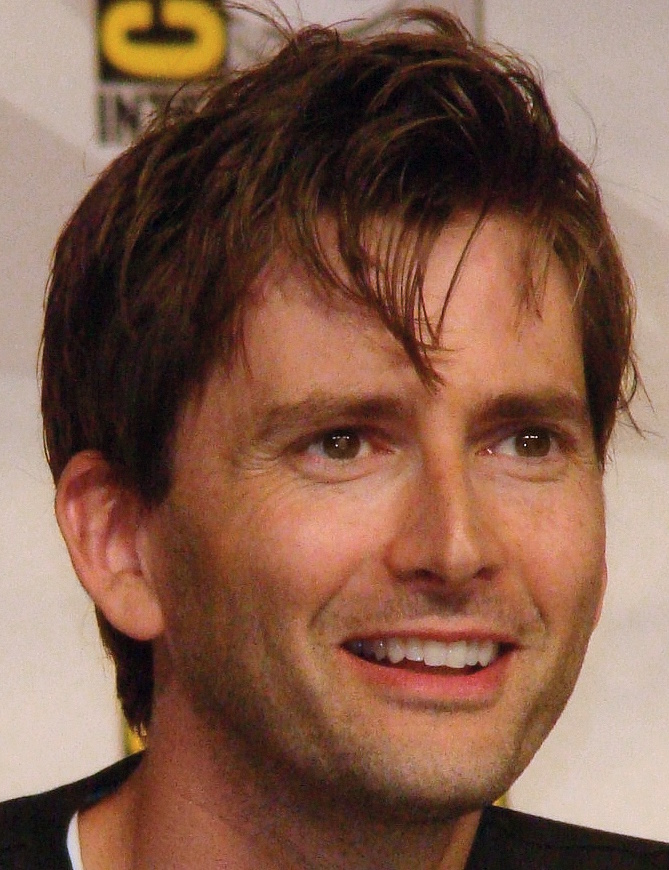
David Tennant interprète Kilgrave
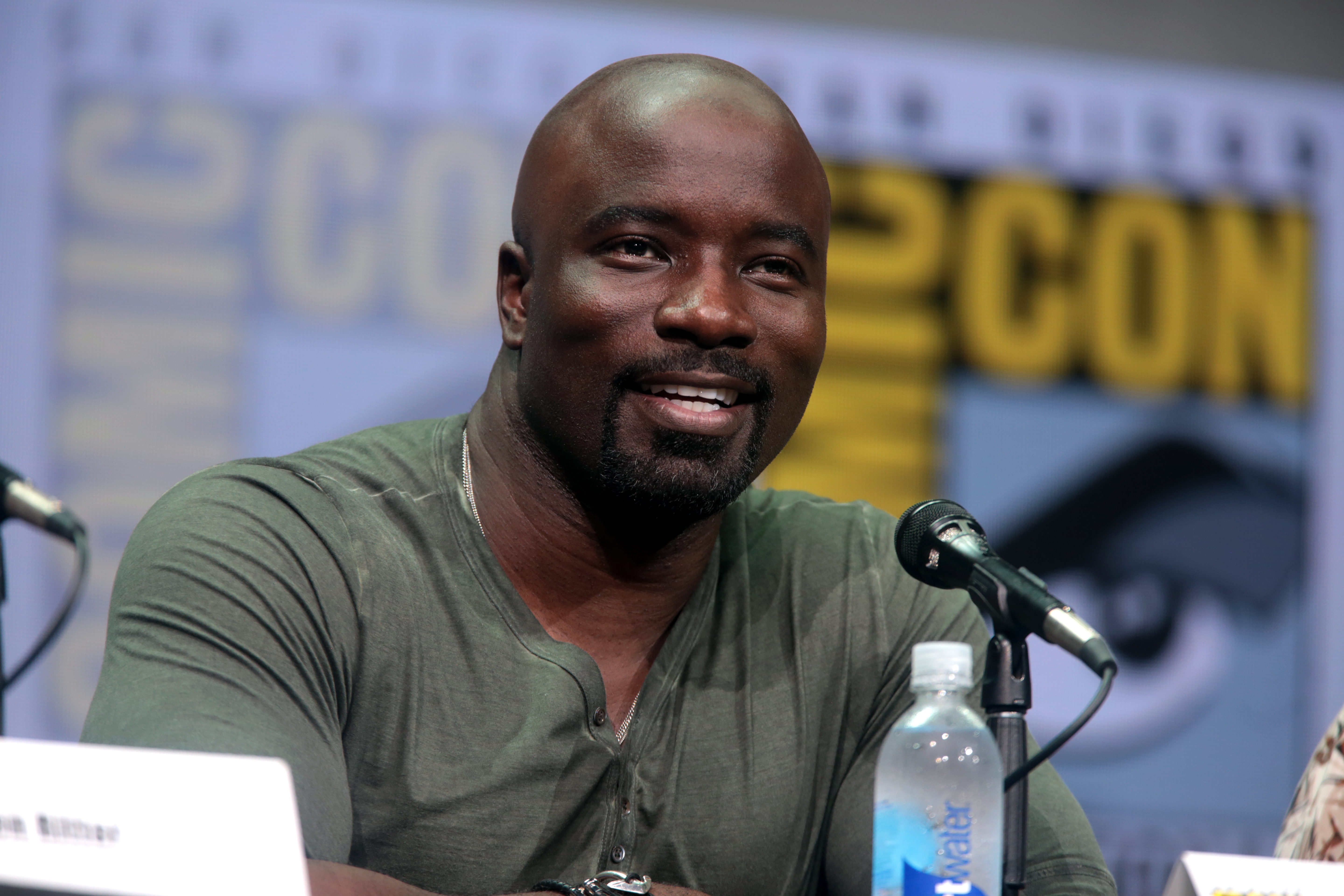
Mike Colter interprète Luke Cage
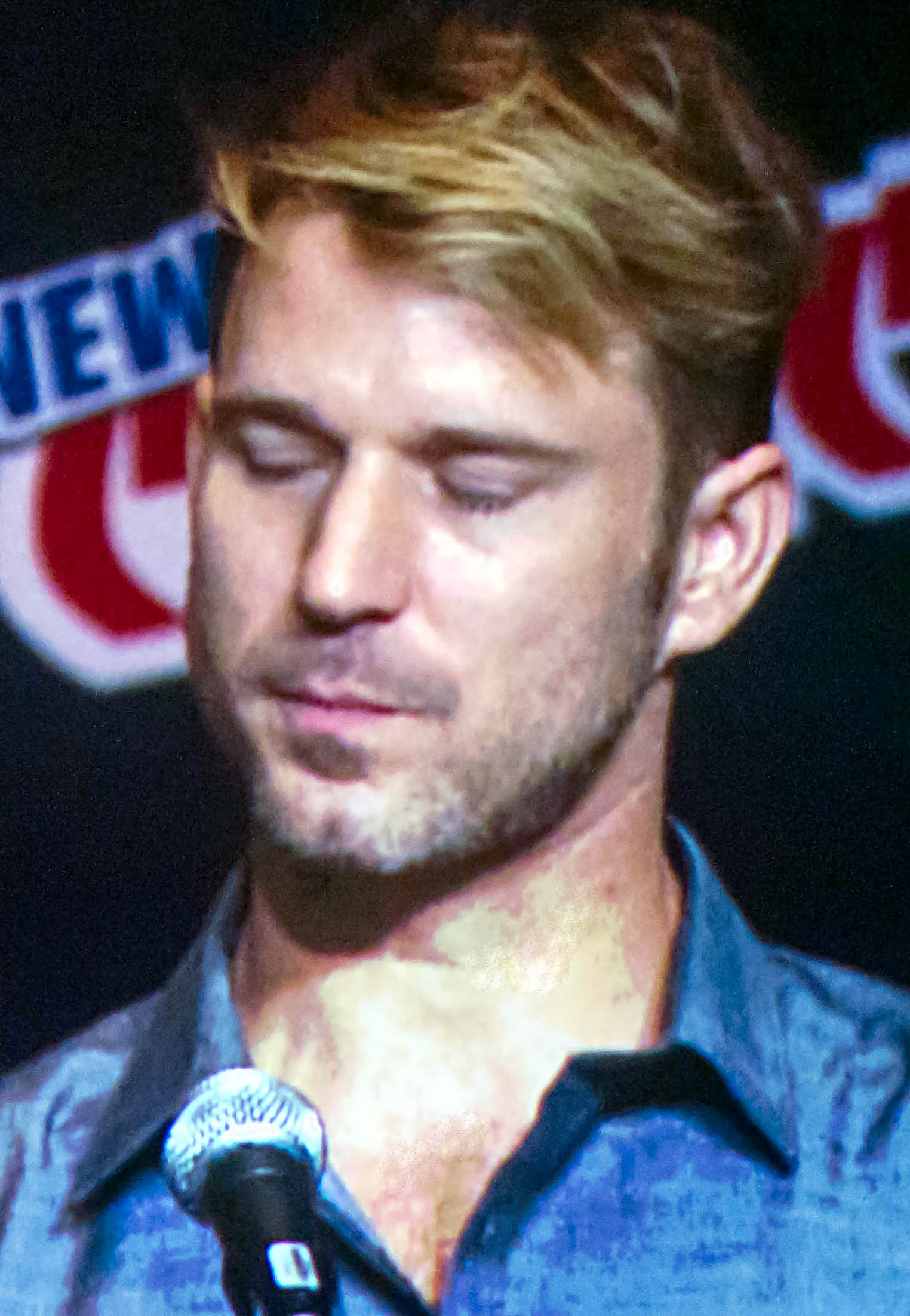
Wil Traval interprète Will Simpson

### Acteurs récurrents
- Rebecca De Mornay (VF : Blanche Ravalec) : Dorothy Walker
- Susie Abromeit (VF : Sabeline Amaury) : Pam (saison 1)
- Kieran Mulcare (VF : Gabriel Bismuth) : Ruben (saison 1)
- Colby Minifie (VF : Flora Kaprielian) : Robyn (saison 1)
- Michael Siberry (en) (VF : Hervé Furic) : Albert Thompson (saison 1)
- Robin Weigert (VF : Sylvie Jacob) : Wendy Ross-Hogarth (saison 1)
- Hal Ozsan (VF : Stéphane Pouplard) : Griffin Sinclair (saison 2)
- Callum Keith Rennie (VF : Christian Gonon) : Karl Malus (en) (saison 2)
- John Ventimiglia (VF : Philippe Dumond) : détective Eddy Costa (saisons 2 et 3)
- Kevin Chacon (VF : Kaycie Chase) : Vido Arocho (récurrent saison 2, invité saison 3)
- Aneesh Sheth (VF : Yoann Sover) : Gillian (saison 3)
- Jamie Neumann (VF : Karine Texier) : Brianna "Berry" Gelden (saison 3)

### Invités venant des autres séries Marvel / Netflix
Daredevil
- Rosario Dawson (VF : Annie Milon) : Claire Temple (saison 1, épisode 13)
- Royce Johnson (en) (VF : Mohad Sanou) : sergent Brett Mahoney (en) (saison 1, épisode 7)
- Elden Henson (VF : Franck Lorrain) : Franklin « Foggy » Nelson (saison 2, épisode 3)
- Rob Morgan (VF : Jean-Paul Pitolin) : Turk Barrett (en) (saison 2, épisode 12)

Luke Cage
- Tijuana Ricks (VF : Marjorie Frantz) : Thembi Wallace

### Autres invités
- Clarke Peters (VF : Jean-Claude Sachot) : inspecteur Oscar Clemons (saison 1)

## Production

### Développement
En novembre 2013, la chaîne de vidéo à la demande, Netflix annonce que, en partenariat avec Marvel Studios et ABC Studios, ceux-ci vont produire quatre séries télévisées sur les personnages de Daredevil, Jessica Jones, Luke Cage et Iron Fist ainsi que par la suite, une mini-série qui regroupera ces quatre super-héros qui s'intitulera The Defenders. Ainsi Alan Fine (en), le président de Marvel Entertainment a déclaré : « Ce deal est incomparable à tout ce qui s'est fait en termes d'échelle, et renforce notre engagement auprès de la marque Marvel, de faire vivre de bonnes histoires sur toutes les plateformes et avec tous leurs personnages. Netflix propose d'énormes opportunités en matière de storytelling, la spécialité de Marvel. Ce genre de séries épiques offre des possibilités narratives incroyables grâce au système on-demand, et les fans auront la possibilité de choisir à quel moment rentrer dans des aventures que l'on vous promet excitantes et engageantes. » En décembre, Marvel a annoncé que Melissa Rosenberg serait la scénariste et la productrice de la série AKA Jessica Jones.
En février 2014, Marvel et Disney ont annoncé que le tournage de toutes ces séries aura lieu essentiellement à New York, que cela permettrait de créer environ 400 emplois et qu'ils avaient l'intention d'investir 200 millions de dollars de budget sur trois ans pour produire celles-ci, ce qui représente le plus gros tournage new-yorkais aussi bien pour le cinéma que pour la télévision. De même, il est annoncé que Daredevil est la première série à être tournée et elle sera ainsi suivi par Jessica Jones, Luke Cage et Iron Fist qui auront chacune treize épisodes et la mini-série The Defenders comprendrait, elle, quatre à huit épisodes. Il a également été annoncé que la diffusion sur Netflix était prévue pour 2015.
Fin avril 2014, Joe Quesada, des studios Marvel, confirme qu'à l'instar des séries Marvel : Les Agents du SHIELD et Agent Carter ainsi que des films Marvel Studios, les futures séries Netflix se dérouleront également dans l'univers cinématographique Marvel mais que celle-ci auraient leur identité propre et qu'elles pourront être visionnées sans avoir au préalable les autres productions en tête.
Le 9 juin 2015, Netflix et Marvel annoncent que la série, initialement intitulée AKA Jessica Jones, change de nom pour un titre simplifié en Jessica Jones (ou Marvel's Jessica Jones) à l'instar de Daredevil, Marvel : Les Agents du SHIELD et Agent Carter.
Le 28 juillet 2015, à l'occasion du TCA Summer Press Tour, Netflix a annoncé que la série sera diffusée au quatrième trimestre de l'année 2015.
Le 10 septembre 2015, Netflix et Marvel annoncent au travers du premier trailer de la série que l'ensemble des épisodes de celle-ci seraient disponibles à partir du 20 novembre 2015.
Le premier épisode est projeté lors de la New York Comic Con le 10 octobre 2015.
Devant le succès de la première saison, Neflix annonce avoir commandé une deuxième saison pour la série, sans préciser de date de diffusion. Le tournage de la seconde saison commence le 9 mai 2017 durant la production de The Defenders et s'achève le 14 septembre 2017.
Le 12 avril 2018, près d'un mois après la mise en ligne de la saison 2, Netflix commande officiellement une troisième saison, sans préciser de date de diffusion.
En juin 2018, le tournage de la saison trois a déjà commencé, Krysten Ritter réalisera un épisode. Le 18 février 2019, Netflix et Marvel annoncent dans un communiqué commun l'annulation de Jessica Jones et The Punisher, alors les deux dernières séries Marvel en production. Cette troisième saison a été publiée le 14 juin 2019.

### Attribution des rôles
Le 4 décembre 2014, Marvel annonce officiellement que l'actrice Krysten Ritter a été choisie pour le rôle principal de la série. Elle était en compétition avec les actrices Teresa Palmer, Jessica De Gouw, Alexandra Daddario et Marin Ireland.
Également, il est prévu que le personnage principal de la prochaine série, Luke Cage, soit présent dans cette série dans un rôle récurrent. La distribution est également ouvert et les acteurs Lance Gross, Mike Colter et Cleo Anthony sont en lice.
Le 22 décembre 2014, Marvel annonce officiellement que l'acteur Mike Colter interprétera le rôle récurrent de Luke Cage dans la série. Il reprendra ensuite ce rôle dans la série Luke Cage dont il sera le personnage principal.
Le 20 février 2015, trois acteurs se joignent à la distribution : Eka Darville (The Originals), Erin Moriarty (True Detective) et Wil Traval (Red Widow).
En juillet 2015, il a été annoncé que Rosario Dawson reprendrait son rôle de Claire Temple de la série Daredevil.

### Tournage
Le 7 février 2015, des photos de Krysten Ritter sur le tournage de la série ont été mises en ligne, ce qui montre ainsi que le tournage de la série a débuté.

## Épisodes

### Première saison (2015)
1. AKA La Soirée filles (AKA Ladies Night)
2. AKA Le Syndrome de l'écrasement (AKA Crush Syndrome)
3. AKA Grâce au whisky (AKA It’s Called Whiskey)
4. AKA 99 amis (AKA 99 Friends)
5. AKA Le sandwich m'a sauvé la vie (AKA The Sandwich Saved Me)
6. AKA Vous avez gagné ! (AKA You’re a Winner)
7. AKA Les Pires Pervers (AKA Top Shelf Perverts)
8. AKA Que ferait Jessica ? (AKA WWJD?)
9. AKA Le Banc de touche (AKA Sin Bin)
10. AKA Les Coups de canif (AKA 1,000 Cuts)
11. AKA Les Cachets bleus (AKA I’ve Got the Blues)
12. AKA Fais la queue comme tout le monde (AKA Take a Bloody Number)
13. AKA Fais-moi un sourire (AKA Smile)

### Deuxième saison (2018)
Une deuxième saison, également composée de treize épisodes, est annoncée le 17 janvier 2016 par Marvel et Netflix,. Elle devait être mise en ligne après la première saison de la mini-série The Defenders dans le courant de l'année 2017 ; cependant Marvel annonce le 28 juillet 2016 que cette deuxième saison sera finalement diffusée en 2018, avec la troisième saison de Daredevil et la première saison de The Punisher avec Jon Bernthal (depuis, la diffusion de The Punisher a été avancée à 2017).

Le 9 décembre 2017, la bande annonce de la deuxième saison est mise en ligne et la date de diffusion annoncée : le 8 mars 2018.
1. AKA Racontez-moi tout (AKA Start at the Beginning)
2. AKA L'Accident monstrueux (AKA Freak Accident)
3. AKA La Survivante (AKA Sole Survivor)
4. AKA Je plains ceux sur son chemin (AKA God Help the Hobo)
5. AKA La Pieuvre (AKA The Octopus)
6. AKA Face à face (AKA Facetime)
7. AKA Donne-moi ta folie (AKA I Want Your Cray Cray)
8. AKA Des bulles de joie (AKA Ain't We Got Fun)
9. AKA La Bête dans la baignoire (AKA Shark in the Bathtub, Monster in the Bed)
10. AKA La Côte de porc (AKA Pork Chop)
11. AKA Trois morts à son actif (AKA Three Lives and Counting)
12. AKA Priez pour ma Patsy (AKA Pray for My Patsy)
13. AKA Le Parc d'attractions (AKA Playland)

### Troisième saison (2019)
Cette dernière saison est sortie le 14 juin 2019.
1. AKA Le Parfait burger (A.K.A The Perfect Burger)
2. AKA De rien (A.K.A You're Welcome)
3. AKA J'ai plus de rate (A.K.A I Have No Spleen)
4. AKA Le Service clientèle va prendre votre commande (A.K.A Customer Service is Standing By)
5. AKA Je regrette (A.K.A I Wish)
6. AKA Ta tête quand tu t'excuses (A.K.A Sorry Face)
7. AKA Le Double demi-Wappinger (A.K.A The Double Half-Wappinger)
8. AKA Montre une image plaisante (A.K.A Camera Friendly)
9. AKA J'ai fait quelque chose (A.K.A I Did Something Today)
10. AKA Dans la peau d'un super-héros (A.K.A Hero Pants)
11. AKA Hellcat (A.K.A Hellcat)
12. AKA Ça en fait, des vers dégueu (A.K.A A Lotta Worms)
13. AKA Tout sacrifier (A.K.A Everything)

## Accueil

### Audiences
Les treize épisodes de la première saison ont obtenu une audience de 4,8 millions de téléspectateurs (dans la tranche d'âge 18-49 ans), lors de sa sortie en version originale/française sur la plateforme Netflix, le 20 novembre 2015.
Sur le site agrégateur Rotten Tomatoes, la série recueille 93 % de critiques favorables, avec un score de 8,2/10 et sur la base de 51 critiques collectées définissant que « Jessica Jones construit un drame multiforme autour de son anti-héroïne engageante, offrant une plus forte franchise à une série télévisée Marvel à ce jour ». Elle obtient une note pondérée de 81/100, sur la base de 32 critiques collectées sur Metacritic qui considère la série comme étant « une acclamation universelle ».

## Distinctions
| Année | Distinction                       | Catégorie                                                                | Nom                                                                          | Résultat   |
| ----- | --------------------------------- | ------------------------------------------------------------------------ | ---------------------------------------------------------------------------- | ---------- |
| 2015  | TVLine's Performer of the Week    | Meilleure performance                                                    | Krysten Ritter (pour AKA Vous avez gagné !)                                  | Lauréat    |
| 2016  | People's Choice Awards            | Meilleur acteur dans une série de science-fiction ou fantastique préféré | David Tennant                                                                | Nomination |
| 2016  | Critics' Choice Television Awards | Meilleure actrice dans une série télévisée dramatique                    | Krysten Ritter                                                               | Nomination |
| 2016  | Dorian Awards                     | Performance de l'année dans une série télévisée pour une actrice         | Krysten Ritter                                                               | Nomination |
| 2016  | Empire Awards                     | Meilleure série télévisée                                                | Jessica Jones                                                                | Nomination |
| 2016  | Peabody Awards                    | Meilleur divertissements et programmes pour enfants                      | Jessica Jones                                                                | Lauréat    |
| 2016  | Prix Nebula                       | Prix-Ray Bradbury                                                        | Scott Reynolds, Melissa Rosenberg, Jamie King (pour AKA Fais-moi un sourire) | Nomination |
| 2016  | Webby Awards                      | Meilleure actrice                                                        | Krysten Ritter                                                               | Lauréat    |
| 2016  | Glamour Awards                    | Meilleure actrice dans une série télévisée internationale                | Krysten Ritter                                                               | Lauréat    |
| 2016  | Saturn Awards                     | Meilleure série télévisée des nouveaux médias                            | Jessica Jones                                                                | Nomination |
| 2016  | Saturn Awards                     | Meilleur acteur de télévision dans un second rôle                        | David Tennant                                                                | Nomination |
| 2016  | Saturn Awards                     | Meilleure actrice de télévision                                          | Krysten Ritter                                                               | Nomination |
| 2016  | Television Critics Association    | Nouveau programme exceptionnel                                           | Jessica Jones                                                                | Nomination |
| 2016  | Prix Hugo                         | Meilleur présentation dramatique sous un format court                    | Scott Reynolds, Melissa Rosenberg, Jamie King (pour AKA Fais-moi un sourire) | Lauréat    |
| 2016  | Gotham Independent Film Awards    | Meilleure série sous une forme longue                                    | Jessica Jones                                                                | Nomination |

## Sorties en DVD et disque Blu-ray
- L'intégrale de la première saison est sortie en France en coffret quatre DVD le 7 décembre 2016 chez Marvel au ratio 1.78:1 panoramique 16/9 compatible 4/3 en français et anglais 5.1 Dolby Digital avec sous-titres français[39].
- La sortie en DVD de l'intégrale des saisons 2 et 3 est encore indéterminée, à ce jour, y compris la sortie d'un coffret DVD regroupant les 3 saisons de la série.

| Saison                      | Nombre d'épisodes | Dates de sortie          | Dates de sortie      | Dates de sortie      | Dates de sortie         | Dates de sortie         | Dates de sortie   | Dates de sortie                | Dates de sortie |
| Saison                      | Nombre d'épisodes | Zone 1 (dont États-Unis) | Zone 2 (dont France) | Zone 2 (dont France) | Zone 4 (dont Australie) | Zone 4 (dont Australie) | Nombre de disques | Société de distribution        |                 |
| Saison                      | Nombre d'épisodes | DVD Disque Blu-ray       | DVD                  | Disque Blu-ray       | DVD                     | Disque Blu-ray          | Nombre de disques | Société de distribution        |                 |
| --------------------------- | ----------------- | ------------------------ | -------------------- | -------------------- | ----------------------- | ----------------------- | ----------------- | ------------------------------ | --------------- |
| 1                           | 13                | indéterminée             | 7 décembre 2016      | indéterminée         | 7 décembre 2016,        | 7 décembre 2016,        | 4                 | The Walt Disney Company France |                 |
| 2                           | 13                | indéterminée             | indéterminée         | indéterminée         | indéterminée            | indéterminée            | 4                 | The Walt Disney Company France |                 |
| 3                           | 13                | indéterminée             | indéterminée         | indéterminée         | indéterminée            | indéterminée            | 4                 | The Walt Disney Company France |                 |
| Intégrale des saisons 1 à 3 | 39                | indéterminée             | indéterminée         | indéterminée         | indéterminée            | indéterminée            | 12                | The Walt Disney Company France |                 |